# キュート・イズ・ワット・ウィ・エイム・フォー
キュート・イズ・ワット・ウィ・エイム・フォー（Cute Is What We Aim For）は、2005年1月にアメリカ合衆国ニューヨーク州バッファローにて結成されたロックバンドである。フォール・アウト・ボーイのピート・ウェンツが主催するレーベルフュエルド・バイ・ラーメンにて、レーベル史上最高の週間セールスを記録したバンドとして、2006年当時話題になった。その後も、2008年に発表した2ndアルバム『ローテーション』が全米アルバムチャートにて初登場21位を記録するなど、若い世代を中心に絶大的な支持を得るまでに成長した。

## メンバー
- ショウント・ハシキャン / Shaant Hacikyan -（ヴォーカル）
- ジェフ・カズム / Jeff Czum -（ギター・ピアノ)
- フレッド・シマトー / Fred Cimato（ベース)
- トム・ファルコン / Tom Falcone -（ドラム)
- デイヴ・メリロ/Dave Melillo -（ベース)
- ミカエル・パトリック・ブラディー / Michael Patrick Brady - （ギター : 2009-2010）
- パトリック・ジョセフ・マクレーン / Patrick Joseph MacLean - （ベース: 2009–2010）
- ケヴィン・スコーマ / Kevin Scoma - （ギター : 2009–2010）
- マイク・ノヴァック / Mike Novak - （ドラム : 2009–2010）
- クラーク・スパーロック/Clark Spurlock -（ギター)
- ミカエル・ラサポナラ/Michael Lasaponara -（ドラム）

## 略歴

### 2005年 - 2008年: メジャーデビュー
2005年1月にニューヨーク州バッファローにて結成。その後、自主制作でデモを製作し、そのデモがインディーズレーベルのフュエルド・バイ・ラーメンの目に止まり契約を結ぶことになった。
2006年6月27日に、1stアルバム『青い誘惑』をリリース。同じレーベルに所属しているパニック!アット・ザ・ディスコの『フィーバーは止まらない』の1万枚の記録を上回る1万3000枚を売り上げビルボードアルバムチャートにて初登場75位を記録。この時点でのレーベル史上最高の週間セールスとなった。
2007年、フレッドがヘロイン中毒のため、バンドから脱退。その後、ジャック。マリーンを迎え入れるも、わずか2カ月で脱退してしまう。その為、フレッドが一時的にバンドへ戻るが、フレッド自身も2008年3月に再びバンドを離れることになった。
2008年6月24日、プロデューサーにThe Used等を手掛けてきたジョン・フェルドマンを迎えて製作させられた2ndアルバム『ローテーション』をリリースし、ビルボードアルバムチャートにて初登場21位を記録した。

### 2009年 - 2011年: メンバーの相次ぐ脱退
2009年に入ると、ショウント・ハシキャンがソロ活動を行うようになった。その為、ジェフとデイヴはバンドを脱退し、新バンド「Nocturnal Me」を結成している。
しばらくの間は、ショウント一人での活動となっていたが、その後、2009年に入り新たに四人のメンバーを迎え入れ、新生バンドとして活動することになったが、その後、2010年に全員が脱退している。

### 2012年 -: 脱退メンバーの復帰
2012年8月、ジェフ、フレッド、トムの3人がバンドへ正式に復帰した。

## ディスコグラフィー

### スタジオ・アルバム
| タイトル                                           | 詳細 | 最高位 | 最高位 | 最高位 | 最高位  |
| タイトル                                           | 詳細 | US     | US Alt | US Dig | US Rock |
| -------------------------------------------------- | --- | ------ | ------ | ------ | ------- |
| 青い誘惑                                           | - 原題: The Same Old Blood Rush with a New Touch - 発売日: 2006年6月20日 - レーベル: フュエルド・バイ・ラーメン - 規格: CD、ダウンロード、LP | 75     | —      | —      | —       |
| ローテーション                                     | - 原題: Rotation - 発売日: 2008年6月24日 - レーベル: フュエルド・バイ・ラーメン - 規格: CD、ダウンロード、LP                                 | 21     | 9      | 10     | 11      |
| "—" はチャートインせず、もしくは未リリースを示す。 | |        |        |        |         |

### シングル
| 発表年 | タイトル                                           | 初収録アルバム    |
| ------ | -------------------------------------------------- | ----------------- |
| 2006   | ゼアズ・ア・クラス・フォー・ディス〜君への課外授業 | 青い誘惑          |
| 2007   | 曲線の呪い                                         | 青い誘惑          |
| 2007   | ニューポート・リヴィング                           | 青い誘惑          |
| 2008   | プラクティス・メイクス・パーフェクト               | ローテーション    |
| 2008   | ナビゲート・ミー                                   | ローテーション    |
| 2008   | ドクター                                           | ローテーション    |
| 2008   | Harbor                                             | アルバム未収録    |
| 2011   | He Went from a 'Fuck Up' to a 'Stand Up' Kid       | アルバム未収録    |
| 2012   | Titanic                                            | アルバム未収録    |
| 2013   | A Closed Mind WITH an Open Mouth                   | アルバム未収録    |
| 2019   | Hipbones & Microphones                             | 青い誘惑（MVI版） |